# Capela de Santana
Capela de Santana là một đô thị thuộc bang Rio Grande do Sul, Brasil. Đô thị này có diện tích 184,003 km², dân số năm 2007 là 10950 người, mật độ 59,51 người/km².